# Општина Фалчу (Васлуј)
Фалчу (рум. Fălciu) општина је у Румунији у округу Васлуј.
Општина се налази на надморској висини од 38 m.